# LGV Nuremberg - Ingolstadt

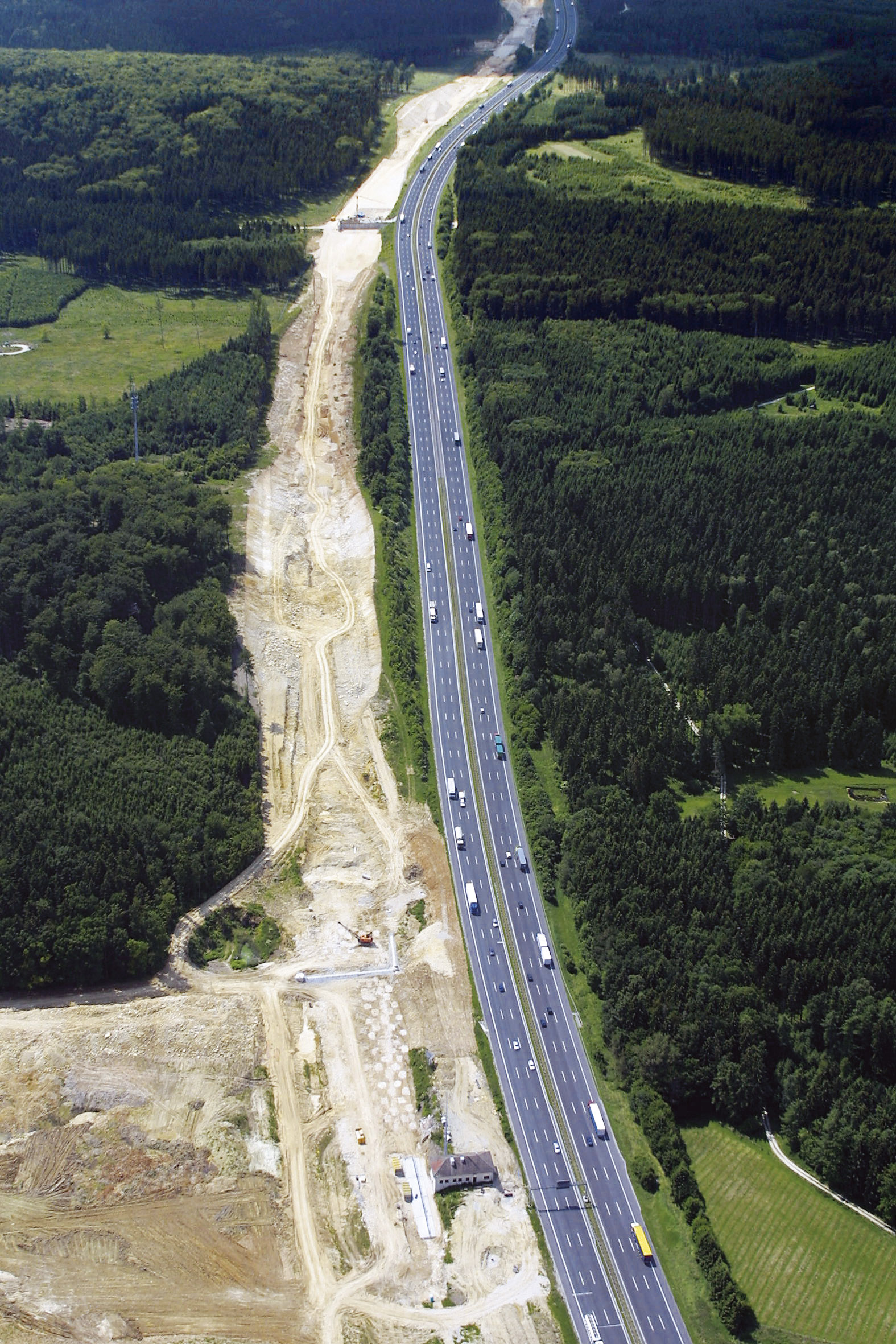
la voie ferrée en construction le long de l'autoroute

La LGV Nuremberg – Ingolstadt est une ligne à grande vitesse située en Allemagne et longue d'environ 80 km. Elle permet aux trains la parcourant d'atteindre 300 km/h. Son tracé longe sur une grande partie la Bundesautobahn 9.
Construite entre 1998 et 2006, elle est inaugurée le 13 mai 2006, avant d'être complètement ouverte à la circulation en décembre 2006. 
La ligne est équipée de la signalisation allemande Linienzugbeeinflussung (LZB). Elle devait être équipée de la signalisation européenne ETCS de niveau 2 en décembre 2009 par Thales.

## Problèmes
Début 2010, la découverte d'irrégularités dans le chantier de la nouvelle ligne de métro à Cologne entraine une enquête au sujet de l'entrepreneur Bilfinger Berger, qui a également participé à la construction de la LGV. Un article du Monde révèle au sujet de la construction de la LGV que : 

« D'après le témoignage d'un ancien chef de chantier, des armatures métalliques n'ont pas été installées ou mal installées. De même, plus de la moitié des 600 protocoles auraient été falsifiés. »